# Smicridea caldwelli
Smicridea caldwelli är en nattsländeart som beskrevs av Ross 1947. Smicridea caldwelli ingår i släktet Smicridea och familjen ryssjenattsländor. Inga underarter finns listade i Catalogue of Life.